# Powstanie lewicowych eserowców
Powstanie lewicowych eserowców, lub Bunt eserowców – nieudany zamach stanu ze strony lewicowych eserowców przeciw rządzącym bolszewikom dokonany 6 lipca 1918 roku.

## Przyczyny
Wśród głównych przyczyn niezadowolenia lewicowych eserowców, które skłoniły ich do zerwania z bolszewikami, znajdował się traktat brzeski, zawarty z Niemcami w marcu 1918 i oddający pod okupację rozległe tereny zachodniej części byłego Imperium Rosyjskiego (do wschodniej granicy Ukraińskiej Republiki Ludowej) i przekreślający możliwość eksportu rewolucji na Zachód. Eserowcy byli także niezadowoleni z podporządkowania bolszewikom rad robotniczych oraz obowiązkowym kontyngentom zbożowym na wsiach. Zaraz po podpisaniu pokoju brzeskiego lewicowi eserowcy potępili bolszewików za „zdradę rewolucji” i wystąpili z Rady Komisarzy Ludowych, choć pozostali w strukturach Czeka.
W czasie V Zjazdu Rad w Teatrze Wielkim w Moskwie, który rozpoczął się 4 lipca, dwoje głównych liderów partii, Borys Kamkow i Marija Spiridonowa, ostro krytykowali bolszewików. Po pierwszym dniu zjazdu władze eserów podjęły decyzję o urządzeniu prowokacji przeciw Niemcom w formie zamachu na ich ambasadora Wilhelma von Mirbacha. Było to spowodowane brakiem możliwości uzyskania większości na zjeździe, która wymusiłaby zmianę polityki rządu. Celem zamachu było sprowokowanie zerwania pokoju przez Niemcy i wywołanie powszechnego powstania przeciwko bolszewikom.

## Zamach na Wilhelma von Mirbacha
Zamach zaplanowała Spiridonowa, a do jego wykonania wyznaczyła należącego do Czeka eserowca Jakowa Blumkina i Nikołaja Andriejewa. 6 lipca po południu udali się oni na spotkanie z ambasadorem pod pretekstem omówienia sprawy aresztowanego za szpiegostwo Roberta Mirbacha, uważanego za krewnego ambasadora. Po krótkiej rozmowie zamachowcy oddali strzały z rewolwerów. Ponieważ chybili, a ambasador podjął ucieczkę, Blumkin rzucił granat, który śmiertelnie ranił Mirbacha. Zamachowcy, w tym Blumkin ranny w nogę, uciekli podstawionym samochodem do koszar pokrowskich, gdzie stacjonował wierny eserom oddział Czeka, i które stały się główną siedzibą powstańców.

## Aresztowanie Dzierżyńskiego
Na wieść o zamachu, Włodzimierz Lenin polecił Feliksowi Dzierżyńskiemu udać się do koszar i aresztować odpowiedzialnych za śmierć ambasadora. Na miejscu jednak oddział Czeka aresztował Dzierżyńskiego i jego ochronę. Eserowcy zajęli następnie siedzibę Czeka na Łubiance. Możliwość zbudowania w służbach specjalnych własnej frakcji wynikła z dużego początkowo zaufania bolszewików do eserowców i umieszczenia działaczy tej partii w kierownictwie Czeka.

## Siły obu stron
Po południu 6 lipca eserowcy dysponowali znaczną przewagą w siłach zbrojnych w Moskwie. Do ich dyspozycji stało 2000 dobrze uzbrojonych żołnierzy. Bolszewicy mieli zaledwie 700, jednak większość (strzelcy łotewscy) była poza miastem na obchodach świątecznych. Dodatkowo nie mogli wrócić do Moskwy z powodu fatalnych warunków atmosferycznych.

## Stłumienie powstania
Bolszewików uratował brak chęci wśród eserowców do przejmowania władzy. Ograniczyli się oni do wezwania do powszechnego powstania, by zmusić partię Lenina do zmiany polityki. Liderzy powstania udali się do Teatru Wielkiego na Zjazd Rad, gdzie Spiridonowa wygłosiła przemówienie potępiające bolszewików. W tym czasie bolszewicy zdołali ściągnąć siły wojskowe i skierować je na miejsce Zjazdu Rad. Wojsko otoczyło budynek i zablokowało wyjścia. Pozwolono wyjść jedynie delegatom bolszewickim, innych aresztowano. Wieczorem siły bolszewickie opanowały Łubiankę, a rano następnego dnia strzelcy łotewscy pod dowództwem Jukumsa Vācietisa odbiły koszary pokrowskie i uwolniły Dzierżyńskiego.

## Represje
Po nieudanej rewolucji aresztowano kilkuset przeciwników władz. Na 13 przywódcach oddziału z koszar wykonano 7 lipca egzekucję. Pozostałych przywódców eserowców uwięziono i osądzono w listopadzie, później zostali oni objęci amnestią. Marija Spiridonowa została skazana na rok więzienia, ułaskawiona, po czym w lutym 1919 roku aresztowana i jako chora psychicznie uwięziona w więzieniu na Kremlu. Zamachowiec Jakow Blumkin zbiegł, a po amnestii przystąpił do bolszewików. Po nieudanej rewolucji lewica eserowska została zdelegalizowana i rozbita, działacze usunięci z rad, jej liderzy aresztowani przez Czeka, a następnie skazani na kary więzienia. Mniejszość, która nie poparła powstania, utworzyła Partię Rewolucyjnych Komunistów.